# 1055년

## 연호
- 북송(北宋) 지화(至和) 2년
- 요(遼) 중희(重熙) 24년 / 청녕(淸寧) 원년
- 일본(日本) 덴기(天喜) 3년
- 서하(西夏) 복성승도(福聖承道) 3년
- 리 왕조(李朝) 롱투이타이빈(龍瑞太平) 2년

## 기년
- 고려(高麗) 문종(文宗) 9년
- 북송(北宋) 인종(仁宗) 33년
- 요(遼) 흥종(興宗) 25년 / 도종(道宗) 원년
- 서하(西夏) 의종(毅宗) 7년
- 리 왕조(李朝) 성종(聖宗) 2년

## 사건
- 고려(高麗) 문종(文宗) 9년, 성(姓)이 없는 사람이 과거에 응시할 때 실격 처리함으로써 사실상 급제(及第)할 수 없게 하는 법령을 내리다.

## 사망
요나라 제 7대 황제 흥종